# كاباتشيو بيستوم
كاباتشيو بيستوم هي بلدية تقع في مقاطعة سلرنو في منطقة كمبانية جنوب غرب إيطاليا، تقع البلدية على حدود أجروبولي، ألبانيلا، كيكرالي، إبولي، جيونجانو.

## مواصلات
أقرب مطار هو مطار ساليرنو بونتيكاغنانو (QSR) على بعد 35 كم من كاباسيو.

## الأشخاص البارزين
- فينتشنزو رومانو.